# 付審判制度
付審判制度（ふしんぱんせいど）とは、日本における刑事訴訟制度の一つ。刑事事件について告訴又は告発した者が、検察官によって不起訴処分とされ、これに不服がある場合に、裁判所に対し審判に付することを請求できる（すなわち、検察官に代わって裁判所が起訴すべきである、と請求できる）制度であり、この請求を付審判請求（ふしんぱんせいきゅう）あるいは準起訴手続（じゅんきそてつづき）という。裁判所での事件区分は「起訴強制事件」と表記されている。
我が国では起訴便宜主義が採用されており、刑事事件について起訴・不起訴の判断権限は原則として検察官のみが行うものと法定されていることから、付審判請求は、検察審査会制度と並んで起訴便宜主義の例外として位置付けられている。対象犯罪は、公務員職権濫用罪等の特定の公務員犯罪に限定される。これは、特定の公務員犯罪（例えば、警察官が職務に仮託して違法な行為を行ったような場合）は、制度設計上、検察官の利害に直結しているからとされる。すなわち、警察官が職務熱心の余りやり過ぎて、その行為が違法と評価する程度に達していた場合でも、やり過ぎた行為が違法であるということは別論として、検察官はそのやり過ぎた行為の結果の恩恵を受ける立場にある（刑事訴訟法192条，193条など参照）。したがって、利害関係を有する検察官が、本来であれば起訴すべき警察官の職権濫用行為を公平中立に起訴するとは想定できない。実際、歴史的類型的にみて、旧刑事訴訟法下による警察等の人権蹂躙事件が多く、これに対し検察官が捜査や起訴に不熱心であったという批判が強かった。そのような制度的担保として、特定の公務員犯罪にのみ限定して、裁判所が代わりに起訴することができるとされた手続である。
もっとも、付審判請求の認容率は極めて低く、2024年現在で、歴史上認められた件数は23件に留まる。特に認容率の低い刑事手続である「否認事件（無罪主張）」「再審請求」「付審判請求」という3つの手続の中でも、群を抜いて認容率が低いと指摘されている。なお、無罪率は0.2％、再審請求認容率は0.4％であるのに対し、付審判請求の認容率はわずか0.07％である。

## 概要
手続等の詳細は、刑事訴訟法262 - 269条及び刑事訴訟規則169 - 175条が規定する。

1922年の刑事訴訟法改正により、起訴便宜主義が採用されたが、当時は裁判所による予審制度があり、検察官する不起訴処分の範囲には制限があった。日本国憲法下の裁判法は予審制度を廃止した。現在の刑事訴訟においては、刑事訴訟法247条により、検察官のみが公訴の提起を行うという「起訴独占主義」がいまだ採られており法定起訴制度は設置されていないので、付審判制度は検察審査会制度とともに、起訴を実現するための数少ない方法の一つとされている。また、同法248条では、検察官は事情に応じて公訴を提起しないことができるという「起訴便宜主義」について規定しているが、付審判制度は検察審査会と並んで、これに対して抑制的な作用を営みうる制度であるといわれている。すなわち、付審判請求は、歴史的類型的にみて、旧刑事訴訟法下による警察等の人権蹂躙事件が多く、これに対し検察官が捜査や起訴に不熱心であったという批判を受けて設けられた制度であるといえる。
なお、裁判所は、被疑事実について嫌疑が認められ、これが起訴相当である場合には、必ず起訴（付審判請求認容決定）しなければならないとされており、このような場合置いてまで不起訴（付審判請求棄却決定）とする裁量の余地はないと解されている。これは数ある犯罪類型の中でも特に特定の公務員犯罪だけをあえて付審判請求の対象としていることが、同犯罪だけは特に厳しく対処すべきとして立法されているからと解されている上、そのような犯罪について裁判所がその裁量によって不問に付すことになれば、国民の司法に対する信用が失墜するからである、と説明されている。

## 対象犯罪
下記の犯罪が対象となる。
- 刑法第2編 罪 第25章 汚職の罪
  - 193条（公務員職権濫用）
  - 194条（特別公務員職権濫用）
  - 195条（特別公務員暴行陵虐）
  - 196条（特別公務員職権濫用等致死傷）
- 破壊活動防止法45条（公安調査官の職権濫用の罪）
- 無差別大量殺人行為を行った団体の規制に関する法律
  - 42条（公安調査官の職権濫用の罪）
  - 43条（警察職員の職権濫用の罪）
- 犯罪捜査のための通信傍受に関する法律37条（捜査又は調査の権限を有する公務員による通信の秘密の侵害罪）

## 手続の流れ
検察官による不起訴処分を受けた告訴人は、7日以内に必着で、管轄する地方裁判所宛ての付審判請求書を、不起訴処分をした検察官（異動している場合には、不起訴処分をした検察官が在籍していた検察庁）に提出する。
地方裁判所宛ての付審判請求書を預かった検察官には再考の機会が与えられ、請求書の内容に理由があると認められる場合（起訴するべきだったと認められる場合）には、不起訴処分を変更して、対象犯罪を起訴しなければならない。この場合には、付審判請求は当然に終了することとなり、裁判所は付審判請求に対する決定をする必要はない。
検察官において付審判請求には理由がないと考える場合（不起訴処分を維持すべきと考える場合）には、検察官は、その旨の意見書を作成し、①預かっている付審判請求書、②検察官作成意見書、③事件に関する証拠を併せて、7日以内に、地方裁判所に送付する（刑事訴訟規則171条）。裁判所に到着した時点をもって、付審判請求審が開始される。

### 公訴時効との関係
付審判請求も刑事手続の一つである以上、対象の被疑事実の公訴時効との関係は重要な観点となる。この点、付審判請求をした時点で、公訴時効が中断するという見解もある一方、何ら影響を受けることはなく公訴時効は進行するため、公訴時効が到来する前に付審判開始決定がなされなければ、被疑者公務員は公訴時効の到来とともに時効恩恵を享受できるとする見解もある。

## 付審判請求の要件
付審判請求は、その前提として、①告訴が先行していること、②不起訴が先行していること、（③被疑事実が対象犯罪であること、④手続面が適法であること）を要する。

### 告訴不受理問題との関係
もっとも別論として、捜査機関は書面・口頭のいずれの方式であれ告訴を受けた際に受理する義務を負っているところ、様々な難癖をつけて告訴を受理しないという実務が常態化している。コピーだけ預かって原本を突き返す態様や告訴調書を作成しないなどの態様である。このような事態を、行政法の分野では「返戻（へんれい）」と呼び、返戻を防止するため、行政庁の受理概念を否定している（行政が不受理だといっても、意思が到達された時点で強制的に有効と解する）。もっとも警察及び検察の捜査機関は、告訴が返戻などにより不受理をしている間は告訴の効力が生じていないという立場を一貫させている。したがって、検察官は、告訴が受理が先行されているという要件を満たしていないとして、付審判請求の要件を満たしていなから棄却するべきだ、という意見を付することがある。しかし、このように解すると、告訴受理機関である警察又は検察は、付審判請求を回避する目的から、より一層違法な告訴不受理を助長させる構造となってしまう。そこで付審判請求の要件として要求される先行させなければならない告訴・不起訴処分の効果の範囲については、次のように解されている。

すなわち、告訴とは、犯罪事実と、それに対する処罰意思の2点を併せて意思表示をいうものであり、たとえ警察や検察などの捜査機関が、これを独自に「不受理」としたとしても、法律上、意思表示が適切になされていれば、告訴として取り扱われ、したがって、付審判請求の要件である①についても満たされているものと認定されることがある。下記の4例はそれぞれ、検察官が告訴を返戻した事例でも告訴が有効であるとした裁判例、告訴後の捜査により告訴時点とは異なる事実が発覚した場合でも発覚した単一の事実についても告訴が有効であるとした裁判例、告訴事実と単一の事実を電話で追加告訴した場合でも電話による追加告訴も有効であるとした裁判例である。
- 東京高決平成25年2月18日

被疑者公務員から犯罪の被害を受けたと主張する被害者が、東京地方検察庁に対し、公務員職権濫用罪により告訴する旨の告訴状を提出したところ（いわゆる「直告」の事案）、検察官が「告訴状の返戻について（通知）」とした書面により、「被告訴人の刑事責任を問うことは困難である」旨を伝達するとともに、同告訴状を返戻した事例。

被害者が付審判請求をしたものの、東京地方裁判所は、検察官が告訴を受理しておらず、したがって付審判請求の要件である①告訴も、②それに対する不起訴処分も、いずれも満たしていないとし、被疑事実に関する判断に立ち入るまでもなく棄却決定をした。

これに対し、請求人が東京高等裁判所に抗告した。東京高等裁判所は、原審の棄却決定を破棄し、本件を東京地方裁判所に差し戻した。その理由は、次のようなものであった。すなわち、本件告訴状には、犯罪事実が特定されていて、その処罰意思も記載されていることから、告訴として有効であったのであり、かつ、検察官は「告訴状の返戻について（通知）」によって「被告訴人の刑事責任を問うことは困難である」旨を伝達することで、実質的に不起訴処分をしている。したがって、告訴と、それに対する不起訴処分がなされており、本件は要件を満たした付審判請求であるのに、原審は審理をすることなく棄却していることから、改めて被疑事実について審理を尽くさせるために原決定を取消し、本件を東京地方裁判所に差し戻す、というものである。
- 東京地裁立川支部決令和2年10月2日

被疑者公務員から犯罪の被害を受けたと主張する被害者が、東京地方検察庁に対し、公務員職権濫用罪により告訴する旨の告訴状を提出したところ（いわゆる「直告」の事案）、検察官が「犯罪の構成要件に該当する事実の記述があることは認められない」として告訴状を返戻した事例。

東京地裁立川支部は、結論において同付審判請求を棄却したが、付審判請求に至るまでの告訴・不起訴処分の要件は満たしているものとみなした上、本案審理をしている。判示は、次のようなものであった。すなわち、告訴状における犯罪事実の記載は、犯罪事実の内容が特定しうる程度に記載されていれば足りるところ、本件告訴状には犯罪事実として別紙事実が具体的に明示されており、その事実が公務員職権濫用罪に当たるという内容の特定は十分に可能である。そうすると本件告訴状は、検察官において本来受理するべきものであったといえる。そして、本件告訴状が本来受理するべきものであった以上、検察官は、同告訴にかかる犯罪事実につき、最終的に公訴を提起するか不起訴処分とするかを判断する必要があったのであるから、直告担当検察官が、本件告訴状につき「犯罪の構成要件に該当する事実の記述があるとは認められない」と判断し、具体的な補正や疎明資料の追加等を求めることもなく、単に請求人に返戻する措置を取ったことからすれば、直告担当検察官は、同告訴にかかる犯罪事実につき、公訴を提起しない意思を表示したものというべきである。法令上、公訴を提起しない処分については格別の様式が定められているわけではないことからすれば、同告訴については、前記返戻によって、実質的に刑訴法262条1項所定の「検察官の公訴を提起しない処分」がなされたとみるべきである｡検察官は、公訴を提起しない処分が下されていないから請求人は本件付審判請求ができない、との意見を述べるが採用できない、というものである。
- 東京高決令和5年7月18日

事案の内容は、警視庁警察官（B）が、同僚警察官ら（Cら）に嫌疑がかかっている刑事事件に関する書類（本件書面）について、その嫌疑が発覚する前の時点で被害者から情報公開請求をされていた際に「不存在」として開示しなかったというものである。告訴人は、情報公開請求をした際に警視庁から「不存在」と回答されたことから、BがCらを庇うために本件書類を廃棄したものとして、隠滅行為が証拠隠滅罪と公務員職権濫用罪の観点的競合に該当するとして、告訴・告発した。しかし、捜査が進むにつれ、本件書面はまだ廃棄されておらず、Bの上席である生活安全課長のAが、本件書類を「私物として個人保管」していたことが発覚した。そこで告訴人は、被疑事実を隠滅行為から隠匿行為に変更し、東京地方裁判所に証拠隠滅罪及び公務員職権濫用罪の観点的競合であるとして、付審判請求したものである。

東京地方裁判所は、先行する告訴は隠滅行為に対するものであるところ、本件書面は未だ廃棄されておらず警視庁内に保管されていることから嫌疑が認められず、また、隠匿行為については、告訴の効果が及んでおらず、したがって検察官による不起訴処分もなされているとはいえないことから、付審判請求の要件を欠くとして審理しない、として棄却した。

これに対して、請求人が東京高等裁判所に抗告した。東京高等裁判所は、原審の棄却決定を破棄し、本件を東京地方裁判所に差し戻した。その理由は、次のようなものであった。すなわち、本件では、請求人の処罰意思は、隠滅行為そのものに対する処罰意思というよりも、要するに被疑者警察官らが本件書面が顕出することを妨げた行為にたいする処罰意思であるということが、告訴・告発状の記載から明らかであり、当初の告訴・告発状に被疑事実として隠滅行為が摘示されてしまった経緯は、請求人の情報公開請求に対し、警視庁が「不存在」との虚偽の回答をしたことがきっかけである。しかも、証拠隠滅罪の構成要件である「隠滅」には、隠滅行為のみならず、一定の場合に隠匿行為も含まれるところ、本件において、本件書面が隠滅されたとする告訴・告発状記載の被疑事実と、隠匿されたとする付審判請求書記載の被疑事実は、単一事実と評価することができる。そうすると、告訴の処罰意思は、同一・単一の事実にも当然及ぶと解されていることから、本件では隠匿行為に対しても告訴が及んでいたものということができる。しかも検察官は、不起訴裁定書および検察官作成意見書の中で「請求人は、『仮に本件書面が未だ存在していたのだとしても、隠匿行為に他ならない』などと主張してくるおそれがあるが」等と記載しているのであり、隠匿行為に対して告訴の処罰意思が及んでいる可能性を認識した上で不起訴処分としているのだから、隠匿行為に対する不起訴処分もなされたものと言うことができる。したがって、本件では隠匿行為についても適法に付審判請求がなされていたものと解さなければならないのに、原審は審理をすることなく棄却していることから、改めて被疑事実について審理を尽くさせるために原決定を取消し、本件を東京地方裁判所に差し戻す、というものである。
- 東京高決令和6年2月15日

事案の内容は、警視庁警察官が、約4年間に渡って、その間繰り返し告訴の意思を表明する犯罪被害者の告訴を受理しなかったこと（不作為行為であるX事実）が、公務員職権濫用罪に該当するとして、告訴したという事案である。X事案については、警視庁内の組織的犯罪について専従している警視庁刑事総務課刑事特別捜査係（通称、警特隊）により捜査が行われ、その結果、警視庁警察官が、単に告訴を受理しなかっただけでなく、告訴不受理を確実ならしべるべく、犯罪被害者から電話がかかってきた際には署員全員で無視することにする取り決めや、犯罪被害者から聴取した相談簿の内容を「告訴したい」から「被害届を出したい」等と改竄していたことが発覚する（作為行為であるY事実）。そのことを警特隊からの電話で知らされた被害者は、Y事実もX事実を確実ならしめるべく行われた単一の事実であるから、Y事実についても告訴意思がある旨を、警特隊に対して電話で伝えた。これに対し、東京地方検察庁は、X事実とY事実を分割して事件裁定し（後述の「検察官による対抗措置」を参照）、いずれも同日に不起訴処分をした。なお、不起訴裁定書の中で、X事実については告訴事件として取り扱う一方、Y事実については、「捜査機関として電話による告訴は一切受け付けていないことから、警特隊に対して電話で告訴意思を述べたというだけのY事実には、適法な告訴がなされていない」として、非告訴事件の区分で決済をした。そこで告訴人が、X事実とY事実を同じ付審判請求書で、東京地方裁判所に付審判請求したという事案である。

東京地方裁判所は、X事実については、「犯罪被害者が繰り返し告訴の意思を表明しているのにも関わらず、長年に渡って受理していなかったことは、公務の遂行として適切なものであったとは言えない」としながら、（Y事実について認定せず、その結果）警視庁警察官が悪質な態様で不受理としていた訳ではないとして棄却した。加えて、Y事実については、検察官の意見を前提に、判断しなかった。

これに対して、請求人が東京高等裁判所に抗告した。東京高等裁判所は、原審の棄却決定を破棄し、本件を東京地方裁判所に差し戻した。その理由は、次のようなものであった。すなわち、電話による告訴であるから受理しないとする捜査機関の主張には理由がなく、犯罪事実とその処罰の意思が明確になされている以上、それが電話によるものであるとしても告訴は有効になされているのだから、本件は、①X事実単体、②Y事実単体、③X事実とY事実を包括して一つの事実と評価した場合、の３つについて付審判請求の対象であると解すべきであり、原審は②と③について審理をすることなく棄却していることから、改めて被疑事実について審理を尽くさせるために原決定を取消し、本件を東京地方裁判所に差し戻す、というものである。また、なお書きとして、検察官は上記主張に基づき、最初からY事実は付審判請求審の対象外であるとして、検察官作成意見書を作成していないが、このことを理由に本件対象がＸ事実のみに限定されたり、検察官の裁判所への送付手続に不備があったとしてＹ事実に対する付審判請求の効力そのものが否定されたりすることはない、と付言している。

## 付審判決定の効果
付審判請求に対して裁判所が認容決定をした場合は、対象たる被疑者公務員（又は元公務員）につき、公訴が提起されたものとみなされる（実質的には、検察官の代わりに裁判所が起訴したことになる）。もっとも、一度は検察官が不起訴処分にしている以上、付審判公判（付審判認容決定によって始まる正式裁判）において検察官が積極的に職務を全うすることは期待できないことから、裁判所から指名を受けた検察官役弁護士（指定弁護士）が立証活動を担当することになる。

また、付随的な効果として、付審判請求が認容されると、被疑者公務員が起訴休職となる場合が多い。付審判決定があると、被疑事件が付審判公判（正式な刑事裁判）に移行することになるが、我が国の刑事裁判では長年、精密司法の結果として有罪率が99.7％代を推移している（但し、後述の通り、付審判請求経由で起訴強制された刑事裁判については、有罪率50％を推移している。）。いずれにしても、被疑者公務員が有罪判決を受ける可能性は高く、また、付審判請求の対象犯罪は比較的罪の重い公務員犯罪が規定されている。したがって、仮に有罪判決を受けると、懲役又は禁錮刑となる可能性が高い。我が国では、公務員について禁錮以上の刑（死刑、懲役又は禁錮）が確定すると、たとえ執行猶予が付いたとしても、懲戒処分を受けるまでもなく失職する（国家公務員では国家公務員法第76条及び第38条第1号、地方公務員では地方公務員法第28条第4項及び第16条第1号）

## 警察による対抗措置
警察を含む公務員による権力犯罪を是正させるための手続が付審判請求であるから、刑事訴訟法上、警察が付審判請求に対して対抗することは許されていない。しかし現実には、被疑者公務員による犯罪に関して告訴・告発があっても、警察がこれを受理しないことにより、付審判請求を含めた将来における事件化を回避する手法で対抗措置が講じられている。もっとも、捜査機関による告訴の不受理は違法であり、桶川ストーカー殺人事件を契機に社会問題化したものの、それ以降も告訴・告発の不受理は行われていることから、近年では問題視されている。詳細は「告訴・告発」を参照。
付審判請求を予定している者にとっては、警察による対抗措置は、ある意味では最も重要な局面ということができる。すなわち、捜査機関が告訴・告発を不受理とすることが法的には違法であるとしても、半ば強引に不受理とされてしまうことで、そもそも事件が立件されることを妨害されることになり、それ以降の手続に流すことが困難となるからである。そこで司法的な解決として挙げられているのが、上述した裁判例によって蓄積された告訴受理・不起訴処分の擬制である。警察が受理すべき告訴・告発を受理しないときには、宛先を検察庁に改めて直告し直すことで、たとえ検察が再度不受理とした場合でも、検察に再提出した告訴・告発が要件を満たすものであるならば、返戻と同時に告訴・告発の受理と不起訴処分があったものとして擬制される。

## 検察官による対抗措置

### 付審判請求の前段階
職権濫用行為が他の罪と観念的競合など科刑上一罪の関係に立つ場合にも、全体として不起訴処分があれば、職権濫用の部分につき付審判請求をすることは可能であり、職権濫用罪が他罪に吸収されるような場合にも、同様に解される。これに対して、科刑上一罪中、職権濫用罪の部分を不問に付したが、他の部分について検察官が起訴したような場合には、付審判の請求は許されないと解されている。一例として、付審判請求の対象犯罪である特別公務員暴行陵虐致死罪は、暴行罪を包摂する関係にある。警察官による職務上の暴行行為であるような事例では、これを完全に不起訴処分としてしまえば、①告訴の存在、②不起訴処分の先行という付審判請求の2つの要件を満たすこととなり、告訴人から付審判請求をされるリスクがある。他方、同被疑事件について、特別公務員暴行陵虐罪としては不起訴処分とし、より罪が軽く罰金刑で収めることができる暴行罪で略式起訴してしまえば、検察官は付審判請求を回避することが可能となる。
このように、検察官による対抗措置としては、告訴された被疑事実に対して、完全な不起訴処分とはせずに、あえて罰金刑で済むような軽い罪名で略式起訴等をすることで、付審判請求を潜脱する手法が一般的である。
- 沖縄県高校生眼球破裂事件

2022年1月末、沖縄県内において、警察官が、警戒中の暴走族であると勘違いをして、バイクで走行中の17歳高校生の顔面に向って警棒を振り上げ、よってその眼球を破裂させて失明させた事件が発生した。被害者の高校生とその家族は、当該警察官を被疑者として、付審判請求を視野に特別公務員暴行陵虐致傷罪での告訴をしていたが、沖縄地方検察庁の検察官は、特別公務員暴行陵虐罪について不起訴処分、業務上過失致傷罪として起訴し、罰金刑100万円を求刑し、満額の判決となった。罰金刑として起訴があったため、同事件は要件を満たさないとして付審判請求をすることはできなくなった。
- 岡崎警察署被留置者リンチ死事件

2022年12月、愛知県警の岡崎警察署内の留置場で、障害者手帳の交付を受けている男性が、留置管理課の警察官ら複数名から、130時間継続して手錠足錠の拘束戒具で縛り上げられ、持病の薬も取り上げられて服用できず、横たわっているところを警察官から足で踏みつけられる等の長時間にわたるリンチを受けた末、留置場内のトイレの便器に頭部を突っ込まれたまま水を流す等されて結果的に死亡させられた事件が発生した。男性の遺族は、当該警察官らを被疑者として、付審判請求を視野に特別公務員暴行陵虐致死罪での告訴をしていた。捜査の結果、被疑者警察官は「（男性が）言うことを聞かずに腹が立っていた」等と供述し、その犯行を認めるに至った。しかし名古屋地方検察庁の検察官は、特別公務員暴行陵虐罪について不起訴処分、業務上過失致死罪として起訴し、罰金刑80万円の略式起訴とした。罰金刑として起訴があったため、同事件は要件を満たさないとして付審判請求をすることはできなくなった。
その他にも、公訴時間を無為に費消するために、長期間に渡って事件を放置するとか、付審判請求がされた際に請求人（被害者）の悪性格立証を行うために、被害者の落ち度に関する証拠を予め収集しておく等の手法が確認されている。

### 付審判請求審段階
付審判請求がされて、同請求を認めるべきか否かという付審判請求審においては、検察官は、自己がした不起訴処分が維持されるために、付審判請求棄却決定を獲得することが重要となる。そこで、不起訴裁定書や意見書においては、例えば一つの大きな事件の被疑事実を細分化させ、小さな事件の集合体であるとして裁判所に主張することが、検察官の対抗措置として一般的である。そうすると裁判所において、まとめて一つの裁判体が判断することを回避でき（付審判請求は必ず3人の裁判官の合議体で審理されることになるところ、この3人を併せて裁判体という）、小さな複数の事件が各裁判体に配転されることとなるため、一つ一つの事件を縮小化させ過小評価されることを狙うことが一般的である。例えば、大きな規模のX事件に対して、被疑事実を分割し、a事件、b事件、c事件などと細分化する手法である。加えて、付審判請求がされたa～c事件とは別に、同一被疑事実として、関連性のあるd事件についてもあえて独自に捜査・不起訴裁定を行うことで、付審判請求審において重要な位置付けとなる証拠等を、付審判請求の対象とはなっていないd事件のものであると一件記録（検察官や裁判所で綴られる、一つの事件に関する記録の集合体）を作成することもある。こうすることで、X事件にとって主要な証拠は、全てd事件の一件記録に綴られることになるところ、付審判請求書と一緒に検察庁から裁判所に送付されるa～c事件の記録には、同証拠が綴られていないことになり、証拠の提出を潜脱することができる。この事件を受けた裁判所は、本来ならば規模の大きいX事件として一つの裁判体が判断すべきところ、分割されて一つ一つは些細な事件ともいえるa事件～c事件をそれぞれ別の裁判体が、重要な証拠が綴られているd事件の存在を知る術もなく審理を行うことになる。

### 付審判決定後の付審判公判段階
付審判請求の認容決定があると、起訴強制があったものとみなされ、正式な付審判公判（被疑事実に関する刑事裁判）が行われる。我が国では、精密司法の結果として、一度起訴されると極めて高い有罪率となっていることが特徴とされており、例年、99.8％代を推移している。しかし、こと付審判公判に限っては、統計上、有罪率は50％代にまで低下する。

通常の検察官による起訴と比較して無罪率が高い理由として、立正大学法学部助教授で付審判制度を研究している新屋達之は、検察官役を担当する指定弁護士が被告人に対する有罪立証の実務に不慣れであること、被告人が属する警察等が組織的に被害者の悪質さを強調して悪性格立証を行い、被疑者公務員の無罪立証の証拠を提出してくること、裁判所が有罪について非常に高度な立証を求めてくることなどを挙げている。また、警察や検察などの捜査機関が、検察官役弁護士を警察署内に立ち入らせない等の捜査妨害活動を組織的に行っていた事例などが明らかにされている。

## 請求人による対抗措置
付審判請求審においては、請求人が一定の範囲で審理に参画できるとされている。最高裁は、付審判請求が捜査に類似する公訴提起前の職権手続であるという性質を重視し、各裁判体が、公正かつ合目的な手続の進行を図る職責の下、適切な裁量により必要と認める方法を採り得ると指摘しており、どの程度の参画を認めるかについては裁判体の裁量に委ねている。また広島高裁によれば、付審判請求に対する決定について、請求人に抗告などの不服申立手段を認めている以上、一定程度の審理への参画は認めなければならないと判示している。しかし、現実的にはほとんど参画が認められていない。
請求人が求めるべき一般的な参画の態様としては、事件記録（不起訴裁定書、検察官作成意見書、証拠）の閲覧謄写申請、被疑者公務員や証人（被疑者の同僚など）への尋問申請とその立会い、請求人自身による被疑者や証人への尋問、請求人自身への証人尋問の実施申請、裁判体への面談の申出、請求人作成意見書の提出、追加証拠や請求人陳述書の提出、等がある。ほとんど裁判体が認めることが無い現状があり、過去には日弁連によって、こうした実務を改善するべきという採決もされている。

### 請求人による事件記録への閲覧謄写申請の実態
証拠物については、被疑者公務員のプライバシーに配慮すべき要請が働く。付審判請求審の時点では、未だ起訴前の被疑者段階だからである。過去には、裁判所が無限定に漫然と、請求人に対して一件記録の閲覧謄写を許可したことが、裁判所の裁量を逸脱していて違法だと認定されていることもある。他方、付審判請求審は当事者主義を採用しておらず、職権探知主義を採用していることから、裁判所には被疑事実に関する職権解明義務が課されている。したがって、被疑事実の存否ならびに起訴の要否につき、検察官の捜査結果の引継ぎだけでなく、必要に応じてみずから調査した資料を用いて真実の発見に努めなければならない。そうすると、（告発ではなく告訴の場合、）被疑事実について現場を自己の体験として直接経験している請求人に対し、一定範囲で記録を閲覧謄写させ、矛盾抵触する点などについてその意見を聞く機会を設けることは、付審判請求の制度趣旨や刑事訴訟法の目的である実体的真実の発見にかなっている。加えて、請求人には、付審判請求審の費用を支払わなければならない命令が下されるリスクがあるため、不必要な裁判費用の増加を防ぐという意味においても、請求人に対し、少なくとも不起訴裁定書と検察官作成意見書の閲覧謄写はされることが望ましい。結果的に、請求人が、不起訴裁定書と検察官作成意見書を閲覧謄写することで、付審判請求を取下げることになれば、同一事件に対する同一付審判請求が遮断される（刑事訴訟法263条2項）から、かえって被疑者公務員の人権擁護にも繋がるし、訴訟経済にも資する。したがって、少なくとも不起訴裁定書と検察官作成意見書については、類型的に、出来る限り請求人に閲覧謄写がされるべき記録であるとされていて、さらに、実体的審理に不可欠な書証についても、必要に応じて閲覧踏査がなされるべきである。
- 広島地決昭和56年12月16日（付審判認容決定）

許可対象：検察官作成意見書。
- 福岡地裁久留米支部決平成2年10月17日（付審判棄却決定）

許可対象：司法警察員作成の検視立会報告書・解剖立会報告書，法医学者作成の鑑定書，医師作成の死体検案書，検察官作成意見書，警察官作成実況見分調書。
- 大阪地決昭和62年3月16日（付審判棄却決定）

許可対象：捜査記録の全目録，捜査記録中の被害者の員面調書・検面調書，被害者を診察した医師2名の検面調書，付審判請求の審理中に裁判所で尋問された証人３名の尋問調書，裁判所が実施した大阪府府警本部留置場の留置人出入簿に関する検証調書（閲覧・謄写に関して）。また，医師，留置業務担当警察官の各証人尋問への立会と尋問。
- 大阪高決平成元年2月16日（付審判棄却決定）

許可対象：被害者の同房者の所在捜査結果報告書。
- 大阪地決平成3年9月6日（付審判認容決定）

許可対象：検察事務官作成の捜査報告書，大阪府警本部免許課長作成の運転免許証に関する照会回答書，被害者・被害者の母親の検面調書，医師作成の病状照会回答書，検察事務官作成の電話聴取書，司法警察員作成の現場状況確認報告書，大阪府警本部長作成の捜査関係事項回答書，など合計１５点の証拠記録（閲覧・謄写に関して）。
- 大阪地決令和5年3月31日（付審判棄却決定。但し、現在大阪高裁で抗告中の為、未確定）

許可対象：検察官作成意見書。

## 当事者による不服申立手段

### 請求人による手段
付審判請求を棄却する決定に対しては、通常抗告（刑事訴訟法419条）を申し立てることができ、抗告が棄却された場合には、その抗告棄却決定に憲法違反又は判例違反が認められる場合に限り、特別抗告（刑事訴訟法433条）をすることも可能である。

### 被疑者公務員による手段
他方で、付審判請求が認容され、被疑者公務員が裁判所によって強制起訴された際に、同被疑者公務員が付審判認容決定が不服であるとして抗告することは許されない。被疑者公務員は、付審判公判（付審判認容決定に基づいて強制起訴された後の正式裁判）で堂々と無罪を主張することができるからである、また、特別抗告も許されない（最決昭和52年8月25日刑集31巻4号803頁）。
被疑者公務員が、付審判請求で認容された後、付審判公判（後の正式裁判）で無罪が確定したことについて、付審判請求認容決定が違法であったとして国家賠償請求をしたとしても、請求は認められない。

## 統計等
付審判請求の認容率は極めて低く、2024年現在で、歴史上認められた件数は23件に留まる。1960年～2009年1月末を対象とした統計では、その認容率は0.07％であり、特に認容率の低い刑事手続である「否認事件（無罪主張）」「再審請求」「付審判請求」という3つの手続の中でも、群を抜いて認容率が低いと指摘されている（なお、無罪率は0.2％、再審請求認容率は0.4％。）。
　2023年現在、付審判請求が認容された22件では、その被疑者公務員は24人（内訳は警察官21人、刑務官2人、裁判官1人）であり、判決結果は有罪9人（内訳は実刑1人、執行猶予付自由刑7人、罰金刑1人）、無罪14人、免訴1人となっている。

### 付審判開始決定がされた事件
特許申請をした者が特許庁から審査拒絶を受けた場合等の同名の司法的救済手続きについては、全く別の手続であるため、ここには記載しない。
- 事件時の被告人の役職でソートすると在籍していた役職の所在地について北から都道府県順に再配列される。ソートキーはISO 3166-2:JPに準拠。

| 事件発生日                   | 不起訴処分日   | 付審判決定日   | 事件名                     | 事件時の被告人の役職                  | 結果                                                                             |
| ---------------------------- | -------------- | -------------- | -------------------------- | ------------------------------------- | -------------------------------------------------------------------------------- |
| 1944年7月10日                | 1946年12月28日 | 1951年6月29日  | 江別署特高事件             | 北海道庁警察部警部補                  | 1958年5月27日に免訴確定                                                          |
| 1952年6月30日                | 1952年11月14日 | 1952年11月14日 | 元校長連行事件             | 国警福井巡査部長                      | 1956年2月10日に禁錮5月執行猶予2年                                                |
| 1951年11月8日 1951年11月10日 | 1954年1月8日   | 1955年4月20日  | 名古屋市警暴行事件         | 名古屋市警警部補                      | 1959年8月27日に無罪確定                                                          |
| 1952年12月8日                | 1955年6月27日  | 1956年8月27日  | 花巻署事件                 | 国警岩手巡査部長                      | 1962年3月13日に禁錮8月執行猶予2年確定                                            |
| 1955年5月15日 1955年5月19日  | 1956年5月21日  | 1956年10月18日 | 本庄署事件                 | 埼玉県警巡査                          | 1962年12月26日に禁錮3月確定                                                      |
| 1961年10月15日               | 1962年5月15日  | 1963年5月27日  | 府中刑務所革手錠事件       | 府中刑務所看守長                      | 1964年11月24日に無罪確定                                                         |
| 1966年10月14日               | 1967年12月27日 | 1968年6月17日  | やぐら荘事件               | 宮城県警巡査部長                      | 1974年4月1日に罰金1万円確定                                                      |
| 1971年9月15日                | 1972年6月2日   | 1975年4月28日  | 高校生活動家事件           | 茨城県警巡査部長                      | 1986年6月12日に無罪確定                                                          |
| 1971年1月25日                | 1972年5月2日   | 1975年6月30日  | 検察官目撃事件             | 大阪府警巡査部長                      | 1982年6月4日に懲役4月執行猶予2年確定                                             |
| 1974年7月24日                | 1977年3月18日  | 1977年8月25日  | 宮本身分帳事件             | 東京地裁判事補                        | 1987年12月21日に懲役10月執行猶予2年確定                                          |
| 1977年6月19日                | 1979年12月12日 | 1980年12月19日 | 泥酔者暴行事件             | 福島県警巡査                          | 1989年3月28日に無罪確定                                                          |
| 1979年10月22日               | 1981年3月17日  | 1981年12月16日 | 尾道発砲事件               | 広島県警巡査部長                      | 1999年2月17日に懲役3年執行猶予3年確定                                            |
| 1980年9月8日                 | 1982年8月31日  | 1984年4月24日  | 西成署事件                 | 大阪府警巡査部長1人 大阪府警巡査長1人 | 1990年11月28日に2人に無罪確定                                                    |
| 1984年10月21日               | 1985年11月29日 | 1988年4月26日  | 境署事件                   | 茨城県警巡査部長                      | 1995年2月1日に無罪確定                                                           |
| 1985年11月4日                | 1989年5月10日  | 1990年6月4日   | 阪神ファン暴行事件         | 大阪府警巡査                          | 1995年7月17日に懲役8月確定                                                       |
| 1984年4月20日                | 1985年7月22日  | 1991年3月12日  | 久留米発砲事件             | 福岡県警巡査部長                      | 1997年12月8日に無罪                                                              |
| 1991年2月13日                | 1994年2月10日  | 1994年10月18日 | 石川県警交通機動隊事件     | 石川県警巡査                          | 2003年10月21日に懲役3年執行猶予5年                                               |
| 2003年4月20日                | 2006年1月11日  | 2010年4月16日  | 奈良警官発砲事件           | 奈良県警巡査部長1人 奈良県警巡査長1人 | 2014年12月2日に2人に無罪確定 付審判制度初の裁判員裁判 付審判制度初の殺人罪の審理 |
| 2005年1月23日                | 2007年1月      | 2008年3月28日  | 山口刑務所刑務官付審判事件 | 山口刑務所刑務官                      | 2008年10月17日に無罪確定                                                         |
| 2007年9月25日                | 2008年3月29日  | 2009年3月3日   | 知的障害者身柄確保死亡事件 | 佐賀県警巡査                          | 2012年9月18日に無罪確定                                                          |
| 2006年6月23日                | 2008年7月30日  | 2009年4月27日  | 栃木警官発砲事件           | 栃木県警巡査                          | 2013年4月23日に無罪確定                                                          |
| 2013年12月17日               | 2016年10月     | 2017年3月1日   | 新潟県警警部補付審判事件   | 新潟県警警部補                        | 2019年3月1日に無罪確定                                                           |
| 2019年12月8・9日             | 2022年6月      | 2024年8月8日   | プレサンス事件             | 大阪地検特捜部検事                    |                                                                                  |

※ 太字は死者が出た事件。

### 請求棄却決定がされた主な事件

#### 被疑事実の犯罪該当性が立証されていないとして棄却された事件
- 2003年2月18日に被疑者を死亡に至らせた宮城県警察の警官らの行為を正当業務行為として不起訴にした仙台地方検察庁検察官に対する付審判請求事件 - 2005年5月30日、仙台地方裁判所が棄却決定[51]
- 2011年発生の佐賀県警警察官らの特別公務員暴行陵虐致傷事件 - 2012年1月10日、福岡高等裁判所第1刑事部が棄却決定[52]

#### 被疑事実の犯罪該当性を認定した上で棄却された事件
- 博多駅テレビフィルム提出命令事件
- 2021年発生の大阪地検特捜部の特別公務員暴行陵虐事件（プレサンス事件） - 2023年3月31日、大阪地裁において棄却決定[53]。2024年8月8日、大阪高裁での抗告審において請求認容決定。検察官に対する付審判請求が初めて認められた[3]

## 関連書籍
- 村井敏邦、二瓶和敏、高山俊吉『検証 付審判事件―全裁判例とその検討』日本評論社、1994年。ISBN 9784535510098。
- 三上孝孜『付審判請求はどのように行うか』（竹澤哲夫・渡部保夫・村井敏邦編集『刑事弁護の技術』上巻収録）第一法規
- 三上孝孔『被告人は警察―警察官職権濫用事件』講談社、2001年。ISBN 9784062720663。
- 三上孝孜・森下弘『裁かれる警察 阪神ファン暴行警官と付審判事件』日本評論社